# Skendleby
Skendleby – wieś w Anglii, w hrabstwie Lincolnshire. Leży 46 km na wschód od Lincoln i 191 km na północ od Londynu.